# Іобст фон Ганштайн
Іобст фон Ганштайн (нім. Jobst von Hanstein; 6 грудня 1887, Бранденбург-на-Гафелі — 6 квітня 1968, Бад-Гомбург) — німецький офіцер, оберст вермахту. Кавалер Лицарського хреста Залізного хреста.

## Біографія
Учасник Першої світової війни. Після демобілізації армії залишений в рейхсвері. 31 березня 1929 року звільнений у відставку. 5 березня 1935 року вступив на службу в  службу комплектування, 15 грудня 1938 року повернувся на дійсну службу. З 26 серпня 1939 року — командир 2-го батальйону 467-го піхотного полку. 1 вересня 1940 року відправлений в резерв ОКГ. З 11 вересня 1940 року — командир 31-го запасного піхотного, з 28 квітня 1941 року — 744-го піхотного полку. 24 жовтня 1941 року знову відправлений в резерв ОКГ. З 29 жовтня 1941 року виконував обов'язки командира 109-го піхотного полку, з 15 травня 1942 року — командир полку. З 15 по 28 січня 1943 року одночасно командував 3-ю моторизованою дивізією. 1 грудня 1943 року знову відправлений в резерв ОКГ. З 5 грудня 1943 року — комендант оборонного району Марселя. 28 серпня 1944 року взятий в полон.

## Звання
- Фенріх запасу (14 березня 1907)
- Фенріх (18 листопада 1907)
- Лейтенант (18 листопада 1908)
- Оберлейтенант (25 лютого 1915)
- Гауптман (6 листопада 1917)
- Майор запасу (31 березня 1929)
- Майор запасу у відставці (1 жовтня 1933)
- Майор служби комплектування (5 березня 1935)
- Оберстлейтенант служби комплектування (1 січня 1938)
- Оберстлейтенант (15 грудня 1938)
- Оберст (1 липня 1941)

## Нагороди
- Залізний хрест
  - 2-го класу (26 вересня 1914)
  - 1-го класу (28 лютого 1915)
- Хрест «За військові заслуги» (Австро-Угорщина) 3-го класу з військовою відзнакою (10 жовтня 1916)
- Нагрудний знак «За поранення» в чорному (9 червня 1918)
- Королівський орден дому Гогенцоллернів, лицарський хрест з мечами (19 жовтня 1918)
- Почесний хрест ветерана війни з мечами
- Медаль «За вислугу років у Вермахті» 4-го, 3-го, 2-го і 1-го класу (25 років; 2 жовтня 1936) — отримав 4 нагороди одночасно.
- Застібка до Залізного хреста
  - 2-го класу (1 червня 1940)
  - 1-го класу (24 червня 1940)
- Нагрудний знак «За поранення» в сріблі (30 січня 1942)
- Німецький хрест в золоті (18 травня 1942)
- Медаль «За зимову кампанію на Сході 1941/42» (10 серпня 1942)
- Лицарський хрест Залізного хреста (13 вересня 1943)